# Museu Europeu d’Art Modern

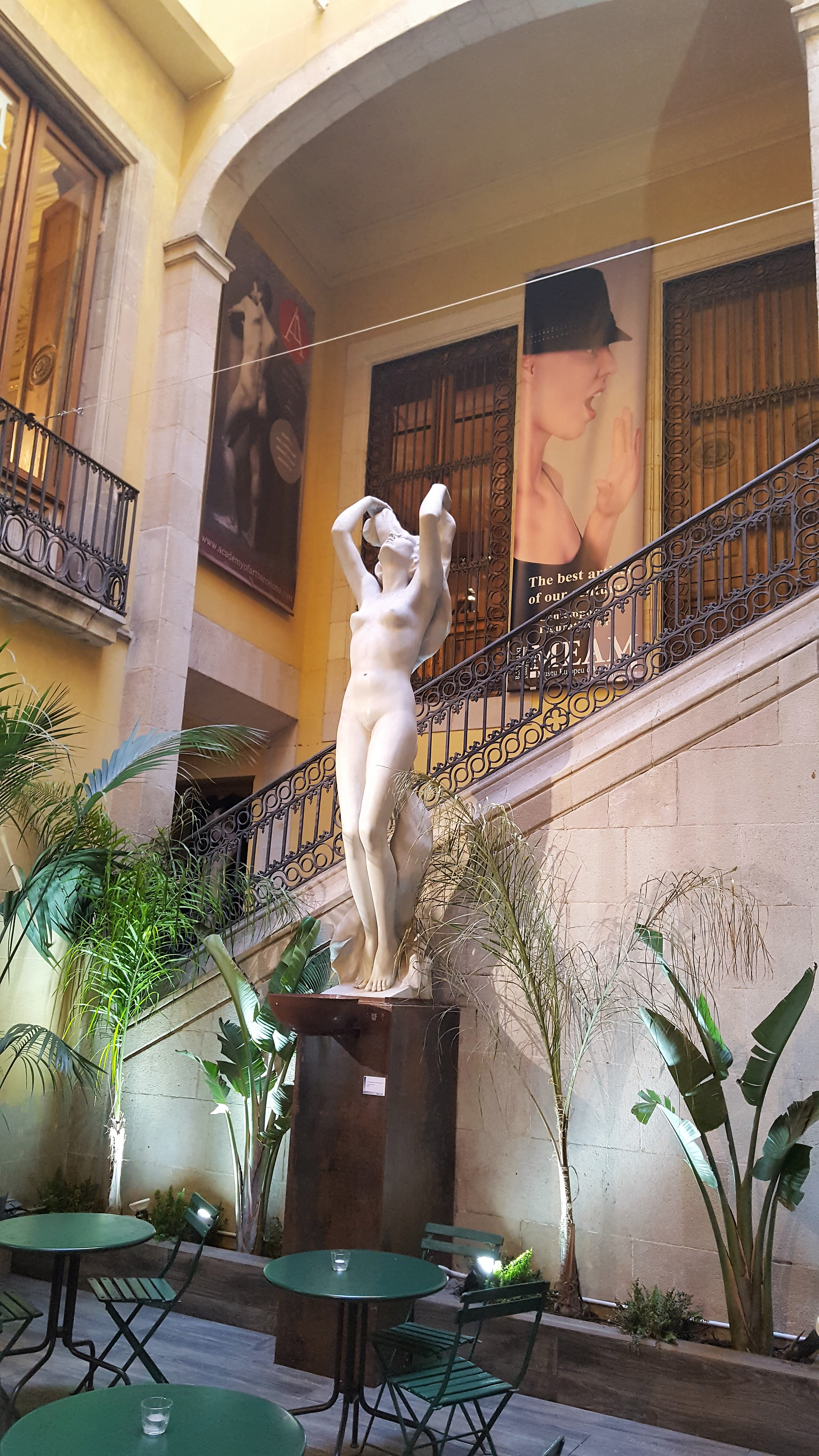
Der Eingangsbereich des Museums im Innenhof (Patio)

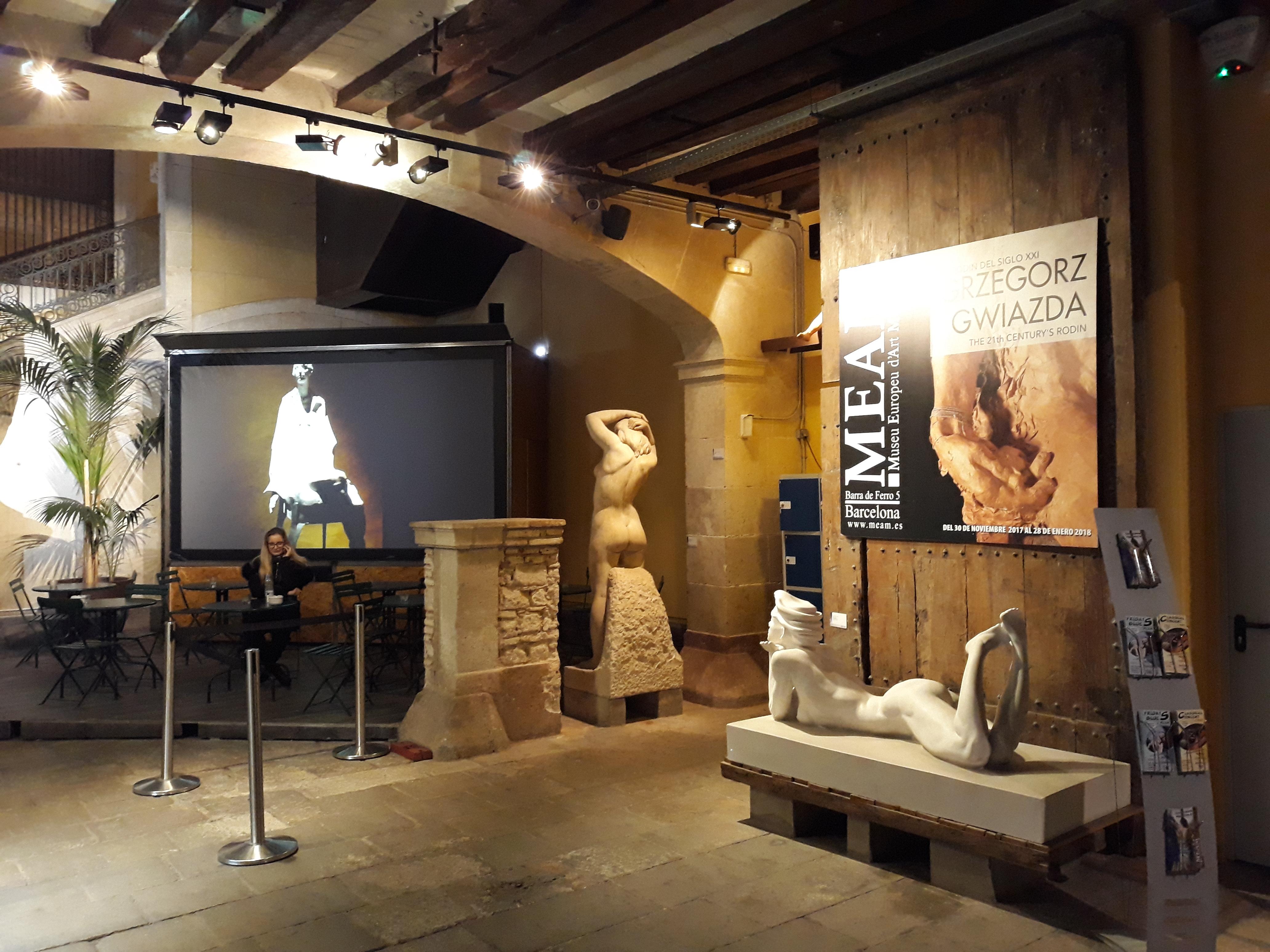
Museu Europeu d’Art Modern, Barcelona: Ausstellungsraum

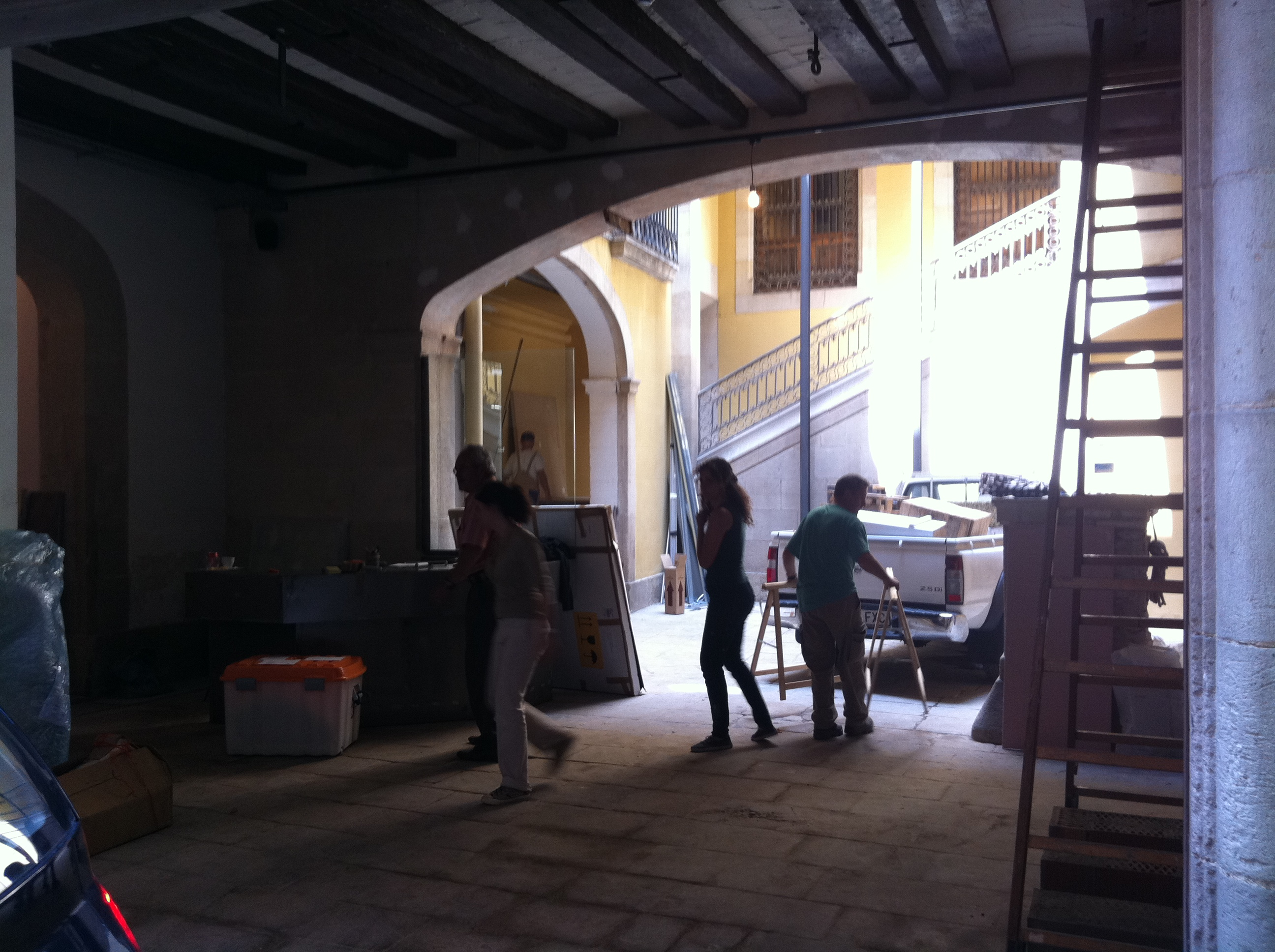
Museu Europeu d’Art Modern, Barcelona: Blick in den Innenhof kurz vor der Eröffnung des Museums im Jahr 2011

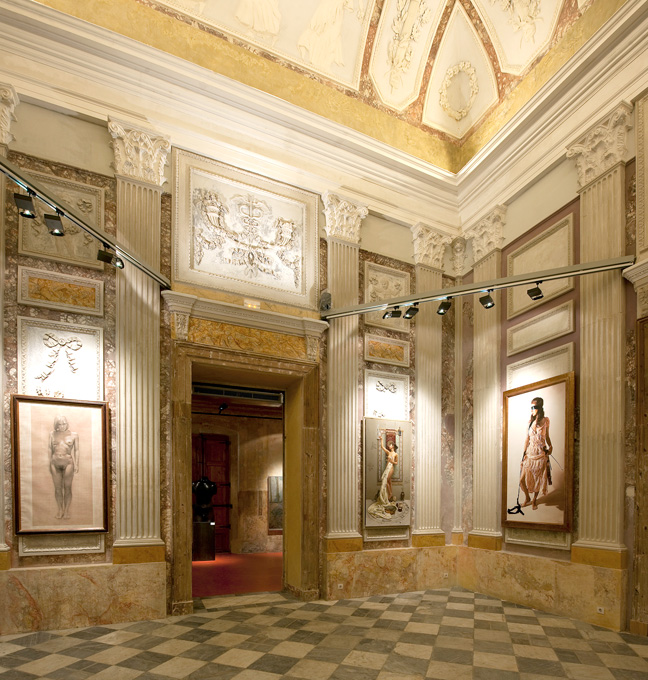
Die zentrale Musikhalle, die ehemalige Sala noble, auf der ersten Etage des Gebäudes

Das Museu Europeu d’Art Modern (MEAM, Museum für europäische Kunst der Moderne) in Barcelona ist das erste Museum für zeitgenössische, figurative Kunst in Gesamtspanien. Das Museum wurde am 8. Juni 2011 eröffnet. Die Gründung geht auf eine Privatinitiative des Barceloneser Architekten José Manuel Infiesta zurück, die er bereits 2005 in der Stiftung „Fundació de les Arts i els Artistes“ (Stiftung der Künste und der Künstler) gefasst hat. Das im wundervoll renovierten Palau Gomis in der Altstadt von Barcelona eingerichtete Museum zeigt auf über 1700 Quadratmetern in einer ständigen und in wechselnden Ausstellungen erstklassige Sammlungen moderner Kunst.

## Das Konzept
Das MEAM wird von der privat finanzierten Stiftung Fundació de les Arts i els Artistes betrieben. Deren Aufgabe ist die Förderung der darstellenden Künste des 20. und 21. Jahrhunderts. Dabei stellt das MEAM den Anspruch der Verwirklichung einer neuen und zeitgemäßen Sprache der Kunst, die die Traditionen nicht verleugnet und gleichzeitig den Sprung nach vorne in das 21. Jahrhundert wagt. Das besondere Konzept dieser Stiftung liegt in der Tatsache begründet, dass die ausstellenden Künstler das Museum unterstützen und im Gegenzug für diese Unterstützung Raum für die Präsentation ihrer Werke zur Verfügung gestellt bekommen. Auf diese Weise wirkte man den infolge der Wirtschafts- und Finanzkrise von 2007 und folgenden Jahren knapper werdenden finanziellen Mitteln für Kunst kreativ entgegen.

## Die Kunst
Das Museum präsentiert in einer Dauerausstellung moderne europäische Kunst des 20. und 21. Jahrhunderts. Das Museum und die ausstellenden Künstler fühlen sich explizit der figurativen Kunst verpflichtet. Die etwa 200 Gemälde und 40 Skulpturen der Dauerausstellung teilen sich in die drei folgenden Bereiche: 1) Malerei des 20. und 21. Jahrhunderts (mit einem bedeutenden Anteil von Werken des Hyperrealismus). 2) Moderne Skulpturen. 3) Modernistische Skulpturen. Die Künstler thematisieren in ihren Werken aktuelle und gesellschaftlich drängende Probleme wie Krieg und dessen Folgen, soziale Ungleichheit aber auch religiöse Themen.

## Das Gebäude
Der aus dem 18. Jahrhundert stammende Palau Gomis im Barceloneser Stadtteil Ribera scheint mit seiner über 250-jährigen Geschichte in einem Gegensatz zur modernen Kunst, die er beherbergt, zu stehen. Aber die Präsentation der Kunstsammlungen an diesem Ort vermittelt den gegenteiligen Eindruck. Alt und Modern gehören hier eng zusammen und bilden eine tiefe Einheit. „Das Gebäude hat eine sehr wunderbare Atmosphäre, […]: die Kunst wird modern präsentiert, das Gebäude ist aber hunderte Jahre alt und hat eine ehrwürdige Ausstrahlung von Ruhe und Schönheit.“ Bei dem Gebäude handelt es sich um ein dreistöckiges Anwesen mit einem wunderschönen Innenhof mit repräsentativem Treppenaufgang.
Im Jahr 1791 kaufte der Händler und Kaufmann Frances Gomis zwei benachbarte Häuser in genanntem Gebiet auf. Er beauftragte den Architekten Joan Garrido, aus dem Anwesen ein repräsentatives Haus im Stil der Zeit zu schaffen. Wenige Jahre später, nach der Blockade und Einnahme Barcelonas durch Napoleon im Jahr 1808, wurde der Palast durch französisches Militär vereinnahmt. Der die Napoleonischen Truppen in Katalonien leitende General Giuseppe Lechi residierte hier. Durch Umbauten bedingt erhielt das Gebäude im Jahr 1855 eine neue Fassade. Zu Anfang des 20. Jahrhunderts wurde das Gebäude stark in modernistischer Richtung modifiziert. Nach dem Spanischen Bürgerkrieg wurde in dem Anwesen ein Bordell und ein Armenhaus eingerichtet. Zu Beginn des 21. Jahrhunderts wurde die erste Etage des Gebäudekomplexes für ein Ausstellungszentrum für Moderne Kunst restauriert. Dieses Projekt gewann im Jahr 2002 den wichtigen Architektur- und Restaurationspreis FAD. Drei Jahre später kaufte die Fundació den gesamten Komplex und restaurierte ihn liebevoll. Das Museu Europeu d’Art Modern wurde dann im Juni 2011 in besagtem Palau Gomis eingerichtet.

## Kunst und Gebäude
Die erste Etage besteht aus einer großen, zentralen Musikhalle, der ehemaligen Sala noble des Gebäudes, die von Ausstellungsräumen umgeben wird. Auf dieser Etage werden Wechselausstellungen präsentiert und Jazz-Konzerte gegeben. Die zweite Etage verfügt über zahlreiche Ausstellungsräume. Hier werden moderne Tendenzen der figurativen Kunst des 21. Jahrhunderts gezeigt, die noch um ihre Anerkennung in der Gesellschaft ringen. Die dritte Etage bietet eine spezielle Zusammenstellung von hochwertigsten Werken allerbester europäischer und nordamerikanischer kontemporärer Bildenden Kunst. Hier finden sich Werke von Don Eddy, Roberto Ferri, David Kassan oder Doriano Scazzosi.